# Korocko (posëlok)
Korocko è un centro abitato della Russia.